# Ритт, Августин Христиан
Августин Христиан Ритт (нем. Augustin Christian Ritt; 1765, Санкт-Петербург —1799, Там же) — выдающийся русский живописец-миниатюрист, писал также портреты маслом. Академик Императорской Академии художеств в Санкт-Петербурге.

## Биография
Августин Христиан родился в Санкт-Петербурге, в семье выходца из Германии, скрипача Придворной певческой капеллы. Посещал петербургскую Императорскую Академию художеств, продолжил обучение сначала в Антверпене у А. Кертемона (1781—1785); затем поступил в Королевскую Академию живописи и скульптуры в Париже, учился у Ф.-А. Венсана (1786—1792). 24 марта 1792 года вернулся в Россию, жил и работал в Санкт-Петербурге.
В 1797 года Ритт был удостоен звания академика. Умер в возрасте 34 лет в Санкт-Петербурге. Был женат с 1795 года на Шарлотте Юлиане Гизе (1775—1842), после смерти мужа в 1799 году она уехала в Любек.

## Творчество
Ритт работал преимущественно в сложнейшей технике миниатюрной живописи акварелью и гуашью пунктиром на кости. Согласно составленному художником списку собственных работ, им было создано более семисот портретов своих современников — в основном, представителей русской аристократии, причём первая работа относится к 1782 году. Знаток русского искусства Н. Н. Врангель писал, что произведения Ритта «отличаются свободой техники, непринуждённостью стиля, смелостью цветовых сочетаний». Этого художника современники называли «поэтом красок», а его миниатюры «мозаикой из драгоценных камней».
Миниатюры А. Х. Ритта хранятся в собраниях Государственного Эрмитажа, Русского музея, ГМИИ, в Третьяковской галерее и в других музеях.

## Галерея
- Портрет жены Шарлотты в русском наряде. 1798. Кость, акварель. Государственный Эрмитаж, Санкт-Петербург
- Портрет великого князя Александра Павловича. 1790-е. Кость, акварель, гуашь, позолоченное серебро. Частное собрание
- Портрет Е. А. Демидовой. Между 1800 и 1805. Холст, масло. Государственный Эрмитаж, Санкт-Петербург
- Портрет графа Валериана Александровича Зубова. 1794. Кость, акварель. Государственный Эрмитаж, Санкт-Петербург
- Портрет графини  Дарьи Петровны Салтыковой. 1794. Кость, акварель, гуашь. Государственный Эрмитаж, Санкт-Петербург